# 黄木紀之
黄木 紀之（おおぎ のりゆき、1957年 - ）は日本のジャーナリスト。NHK社会部担当部長、編成局長、NHK理事等を経て、NHK財団理事長。

## 人物・経歴
愛知県出身。1981年一橋大学社会学部卒業、日本放送協会(NHK)入局。社会部記者、社会部副部長、編成計画部副部長を経て、2004年からの編成局担当部長時代には、週刊文春の記事について立花孝志に対し面接をし、録音やめろと問いかけたとされる。
2005年社会部担当部長。2007年テレビニュース部エグゼクティブ・プロデューサー。2008年おはよう日本部エグゼクティブ・プロデューサー。2009年テレビニュース部長。
2011年報道局編集主幹。2012年編成局計画管理部長。2014年編成局長兼NHKプラネット取締役。2015年にはクローズアップ現代でやらせがあったとの指摘を受けて調査や再発防止策のとりまとめにあたり、会見で「場面を捏造する意図が記者にあったとは考えられず、過剰演出と判断した」とした。2016年NHK理事、グループ経営改革統括。2018年から経営企画統括補佐兼務、業務改革推進会議事務局担当。
2020年NHKサービスセンター理事長。2021年NHKインターナショナル理事長、NHK放送研修センター理事長、NHKエンジニアリングシステム理事長。2023年NHK財団理事長。
この間、総務省災害時等の情報伝達の共通基盤の在り方に関する研究会委員、NHK厚生文化事業団評議員、NHK交響楽団評議員、NHK学園評議員、内閣高度情報通信ネットワーク社会推進戦略本部IT防災ライフライン推進協議会幹事会作業部会委員、放送セキュリティセンター評議員、日本ケーブルテレビ連盟理事、日本エレクトロニクスショー協会監事、橋田文化財団理事等も務めた。

## 過去の担当番組
- NHKニュースおはよう日本（おはよう日本部エグゼクティブ・プロデューサー）
- NHKニュース（テレビニュース部エグゼクティブ・プロデューサー、テレビニュース部長）